# Biedrzychowice (województwo dolnośląskie)

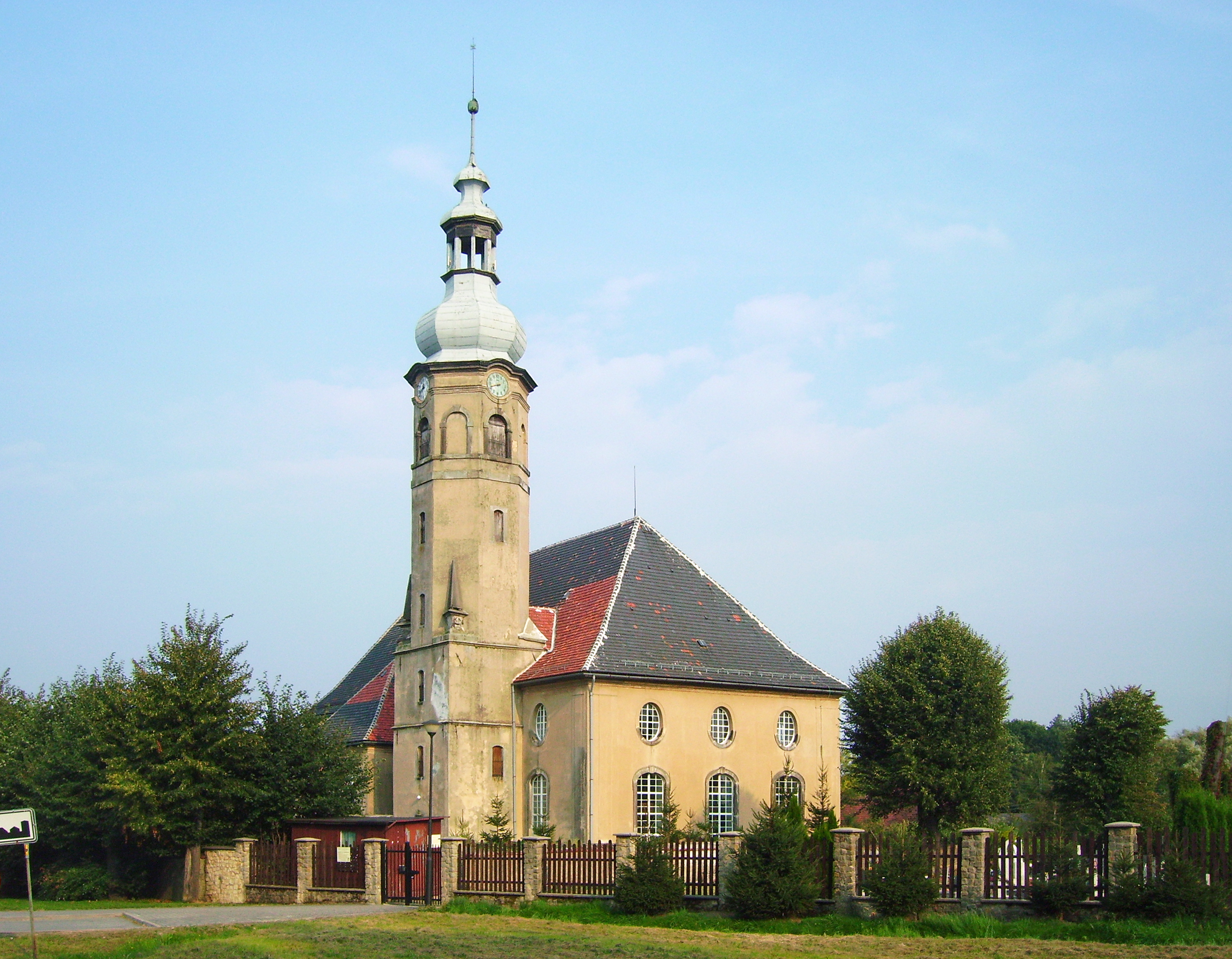
Kościół św. Antoniego w Biedrzychowicach

Biedrzychowice (niem. Friedersdorf) – wieś w Polsce położona w województwie dolnośląskim, w powiecie lubańskim, w gminie Olszyna, na Pogórzu Izerskim. Biedrzychowice to duża wieś położona nad górnym biegiem Biedrzychówki, na obszarze Wzgórz Radoniowskich, wchodzących w skład Pogórza Izerskiego.
Według Narodowego Spisu Powszechnego (III 2011 r.) liczyły 966 mieszkańców. Są największa miejscowością gminy Olszyna.

## Historia
Wieś wzmiankowana w XIII w., początkowo należąca do Śląska, a w latach 1520-1815 do Łużyc. W latach 1945–1954 siedziba gminy Biedrzychowice. W latach 1954–1972 wieś należała i była siedzibą władz gromady Biedrzychowice. W latach 1975–1998 miejscowość administracyjnie należała do województwa jeleniogórskiego.

## Zabytki
Do wojewódzkiego rejestru zabytków wpisane są obiekty:
- Kościół św. Antoniego w Biedrzychowicach pierwotnie tzw. graniczny kościół protestancko-ewangelicki, obecnie rzymskokatolicki filialny z 1654-1656, przebudowany około 1668; z emporami i lożami radnych Gryfowa we wnętrzu[8]
- zespół pałacowy z XVI-XIX w.:
  - pałac barokowy, trzykondygnacyjny, przykryty mansardowym dachem, wzniesiony około roku 1730 na miejscu starszego o 200 lat dworu obronnego; mieści się tu Dolnośląski Zespół Szkół do 2019 noszący nazwę Zespołu Szkół Ponadgimnazjalnych im. Marii Konopnickiej w Biedrzychowicach[9]
  - park i wzgórze z promenadą[5],
  - wieża widokowa „Wieża Wodecka”, obecnie ruina, z 1869 roku[5].